# Manon Brunet
Manon Brunet (Lione, 7 febbraio 1996) è una schermitrice francese, specializzata nella sciabola.

## Palmarès
In carriera ha ottenuto i seguenti risultati:
Giochi olimpici
Individuale
- Bronzo nella sciabola a Tokyo 2020
- Oro nella sciabola a Parigi 2024

A squadre
- Argento nella sciabola a Tokyo 2020

Mondiali
Individuale
A squadre
- Argento nella sciabola a Kazan' 2014
- Bronzo nella sciabola a Lipsia 2017
- Oro nella sciabola a Wuxi 2018
- Argento nella sciabola a Budapest 2019

Europei
Individuale
- Argento nella sciabola a Düsseldorf 2019

A squadre
- Argento nella sciabola a Strasburgo 2014
- Argento nella sciabola a Montreux 2015
- Argento nella sciabola a Toruń 2016
- Bronzo nella sciabola a Tblisi 2017
- Bronzo nella sciabola a Novi Sad 2018
- Bronzo nella sciabola a Düsseldorf 2019